# گیدیون (میزوری)
گیدیون (به انگلیسی: Gideon) یک شهر در ایالات متحده آمریکا است که در شهرستان نیو مادرید، میزوری واقع شده‌است. گیدیون ۴٫۶۶ کیلومتر مربع مساحت و ۱٬۰۹۳ نفر جمعیت دارد و ۸۲ متر بالاتر از سطح دریا واقع شده‌است.